# Marcel Louis Sauvaige
Marcel Achille Louis Sauvaige né le 12 novembre 1855 à Lille et mort le 28 octobre 1927 à Paris est un peintre français.

## Biographie
Marcel Achille Louis Sauvaige est le fils de Paul Louis Sauvaige, négociant, et Odile Mathilde Gentil.
D'abord élève de son père puis de M. Lansyer, il expose au salon à partir de 1882.
Il épouse Elisa Léonie Devos.
En 1901, il expose deux tableaux: Un Matin sur la Meuse, et Rayons dorés, rade de Brest.
Il obtient une mention honorable en 1903, puis une médaille de 3e classe en 1906.
Il est décoré en 1909 de la Légion d'honneur (ministère de la guerre).
En 1926, il reçoit le Prix Paul Liot.
Il meurt à son domicile de la rue du Faubourg-Saint-Honoré.